# Raymond Felton
Raymond Bernard Felton Jr. (ur. 26 czerwca 1984 w Marion) – amerykański koszykarz, grający na pozycji rozgrywającego. 
W 2002 wystąpił w meczu gwiazd amerykańskich szkół średnich - McDonald’s All-American.
W 2005 został wybrany w drafcie z numerem 5. przez Charlotte Bobcats.
25 czerwca 2014, wraz z Tysonem Chandlerem, trafił do Dallas Mavericks w zamian za José Calderóna, Wayne'a Ellingtona, Shane'a Larkina, Samuela Dalemberta i dwa wybory w drugiej rundzie draftu 2014.
25 lipca 2016 podpisał umowę z Los Angeles Clippers. 10 lipca 2017 został zawodnikiem Oklahomy City Thunder.

## Osiągnięcia
Stan na 2 sierpnia 2019, na podstawie, o ile nie zaznaczono inaczej.
NCAA
- Mistrz NCAA (2005)
- Uczestnik turnieju NCAA (2004, 2005)
- Mistrz sezonu regularnego konferencji Atlantic Coast (ACC – 2005)
- MVP turnieju Maui Invitational (2005)
- Laureat Bob Cousy Award (2005)[6]
- Zaliczony do:
  - I składu:
    - ACC (2005)
    - debiutantów ACC (2003)
    - turnieju:
      - ACC (2003, 2005)
      - NCAA Final Four (2005 przez AP)[7]
      - Maui Invitational (2005)

  - III składu:
    - All-American (2005 przez AP)
    - ACC (2003, 2004)

NBA
- Zaliczony do II składu debiutantów NBA (2006)[8]
- Uczestnik Rising Stars Challenge (2007)
- Debiutant miesiąca (luty 2006, marzec 2006, kwiecień 2006)